# Cypridinelliforma
Cypridinelliforma is een geslacht van uitgestorven mosselkreeftjes, en het typegeslacht van de familie Cypridinelliformidae.

## Soorten
- † Cypridinelliforma rex Kornicker & Sohn, 2000